# گروه الیوت
گروه الیوت (انگلیسی: Elliott Company) شرکت تولیدی آمریکایی است، که در زمینه طراحی، ساخت، فروش و تولید قطعات توربوماشین‌ها، توربوشارژرها، کمپرسورها و توربین‌های مورد استفاده در پالایشگاه‌ها، کارخانه‌های شیمیایی و پتروشیمی‌ها، معادن، کارخانه‌های فولادسازی و تولید برق فعالیت می‌نماید.
شرکت الیوت در سال ۱۹۰۱ توسط ویلیام سوان الیوت راه‌اندازی شد و اکنون دارای ۳۲ دفتر عملیاتی در سراسر جهان می‌باشد. دفتر مرکزی این شرکت در شهر جینت، پنسیلوانیا، ایالات متحده آمریکا قرار دارد. هم‌اکنون شرکت ژاپنی ابارا کورپوریشن مالک گروه الیوت می‌باشد.